# 朗希爾鎮區 (北卡羅萊納州薩里縣)
朗希爾鎮區（英語：Long Hill Township）是位於美國北卡羅萊納州薩里縣的一個鎮區。

## 地方資料
朗希爾鎮區的面積為30.82平方千米，皆為陸地。根據2020年美國人口普查的數據，當地共有人口1735人，而人口密度為每平方千米56.29人。